# Skånsjön
Skånsjön är en sjö i Ljusdals kommun i Hälsingland och ingår i Delångersåns huvudavrinningsområde. Sjön är 11 meter djup, har en yta på 1,5 kvadratkilometer och befinner sig 290,1 meter över havet. Sjön avvattnas av vattendraget Delångersån (Svågan).

## Delavrinningsområde
Skånsjön ingår i det delavrinningsområde (689437-151368) som SMHI kallar för Utloppet av Skånsjön. Medelhöjden är 297 meter över havet och ytan är 7,39 kvadratkilometer. Räknas de 89 avrinningsområdena uppströms in blir den ackumulerade arean 457,98 kvadratkilometer. Avrinningsområdets utflöde Delångersån (Svågan) mynnar i havet. Avrinningsområdet består mestadels av skog (71 procent). Avrinningsområdet har 1,5 kvadratkilometer vattenytor vilket ger det en sjöprocent på 20,3 procent.